# Campylopus cucullatifolius
Campylopus cucullatifolius är en bladmossart som beskrevs av Theodor Carl Karl Julius Herzog 1916. Campylopus cucullatifolius ingår i släktet nervmossor, och familjen Dicranaceae. Inga underarter finns listade i Catalogue of Life.